# Da Blechhauf’n
Da Blechhauf’n (österreichisch/bairisch für „Der Blechhaufen“; abgekürzt BH) ist eine Blasmusikgruppe aus Österreich.

## Geschichte
Die Gruppe fand durch das gemeinsame Musizieren im Musikverein zusammen, ihr erstes Konzert gab da Blechhauf’n im Jahr 2000. Vier der Musiker stammen aus dem Burgenland, und je einer aus der Steiermark, Kärnten und dem Salzburger Land.
Seit der Gründung des Woodstocks der Blasmusik im Jahr 2011 waren sie alljährlich auf dem Blasmusik-Festival zu hören. Seit 2013 besteht die um E-Gitarre und Schlagzeug erweiterte Live-Besetzung „da Blechhauf’n XXL“. Zusammen mit Sängerin und Performerin Erika Stucky existierte außerdem die Formation „Wally & die 7 Geier“. Zum Jahr 2017 stieg der Posaunist Georg Steiner aus, seine Stimme übernahm Philipp Fellner. Ende 2021 verließ mit dem Posaunisten Reinhold Bieber ein weiteres Gründungsmitglied die Formation, seine Stimme wurde durch Markus Wonisch neu besetzt.
Neben virtuosen instrumentalen Stücken bringt da Blechhauf’n auch Werke mit Gesang zur Aufführung. Die Konzertprogramme sind eher als Musikkabarett anzusehen.

## Diskografie
- 2003: vorÜbermorgen
- 2005: TierzuLiebe
- 2006: Betörend Röhrend (TomTone Productions)
- 2007: Entertainment live
- 2009: BH
- 2011: On the Road
- 2015: da Blechhauf’n XXL
- 2017: Wirtshausrunde
- 2019: Home (mit Christoph Moschberger)
- 2023: Well Done